# I bitwa pod Syrtą
I bitwa pod Syrtą – bitwa morska stoczona na Morzu Śródziemnym na wysokości libijskiego miasta Syrta w czasie II wojny światowej w dniu 17 grudnia 1941 roku pomiędzy marynarką brytyjską a włoską. Bitwa nie została wprawdzie rozstrzygnięta, ale w jej wyniku Brytyjczycy ponieśli straty. Już po bitwie ich okręty weszły na pole minowe. Dwa z nich zostały zatopione, a cztery – uszkodzone.

## Podłoże
Wskutek poniesionych strat, flota brytyjska w basenie Morza Śródziemnego była zbyt słaba, by skutecznie zwalczać okręty wojenne Osi. Szczególnie narażona na ataki lotnictwa włoskiego i niemieckiego z Sycylii była Malta, baza lotniczo-morska aliantów położona w połowie drogi między Gibraltarem a Aleksandrią i stanowiąca tym samym osłonę konwojów alianckich w drodze z Egiptu do Wielkiej Brytanii i odwrotnie. Sztaby państw Osi planowały zdobycie Malty, a przygotowania do desantu poprzedzały zmasowane bombardowania wyspy przez stacjonujący na Sycylii Fliegerkorps II. Z tej przyczyny niezbędnym stało się słanie na Maltę zaopatrzenia w postaci nowych samolotów bojowych, amunicji, paliw i żywności.

## Starcie
Zespół okrętów Royal Navy pod dowództwem kontradmirała Philipa Viana eskortujący transportowiec zaopatrzeniowy „Breconshire” w drodze do Aleksandrii – wobec braku rozpoznania lotniczego – o godzinie 17.45 spotkał się nieoczekiwanie z okrętami włoskiej Regia Marina, dowodzonymi przez admirała Angelo Iachino, a ubezpieczającymi 4 wielkie transportowce w drodze do Bengazi. Flota włoska, ujrzawszy okręty angielskie, otworzyła ogień. Kontradmirał Vian natychmiast odpowiedział ogniem krążowników i poprowadził cały zespół na zbliżenie do pozycji dogodnej do ataku torpedowego.
Admirał Iachino jednak mając na względzie główne zadanie, jakim było ubezpieczenie własnego konwoju z ważnymi dostawami do Afryki, postanowił nie kontynuować walki i zawrócił na północ. Starcie sił brytyjskich i włoskich trwało zaledwie kilkanaście minut; żadna ze stron nie poniosła w nim poważniejszych szkód.

## Po bitwie
Następnego dnia krążownik HMS „Neptune” oraz okręty „Dywizjonu K” przejęły od Viana eskortowanie „Breconshire’a”, doprowadziły transportowiec bezpiecznie do Malty i zaraz ruszyły w pościg za konwojem włoskim. O godzinie 1.00 19 grudnia, w odległości zaledwie 20 mil od Trypolisu, „Neptune” wszedł na dwie miny, z których jedna zniszczyła śruby i stery. Okręty płynące za krążownikiem natychmiast zmieniły kurs, ale było już za późno: krążowniki „Aurora” i „Penelope” również weszły na miny. Pierwszy z nich został odholowany na Maltę, a „Penelope” odniósł jedynie drobne uszkodzenia. Unieruchomiony „Neptune” zdryfował natomiast na trzecią i czwartą minę. Ostatnia eksplozja spowodowała, że okręt przewrócił się i zatonął wraz z całą załogą (z wyjątkiem jednego człowieka) .
Podobny los spotkał niszczyciel „Kandahar”, który chciał ratować załogę krążownika, ale również wszedł na minę. Został poważnie uszkodzony i musiał zostać następnie dobity przez niszczyciel „Jaguar”, który przejął załogę.

## Siły

### Włochy
Wiceadmirał Angelo Iachino (na „Littorio”)
- Zespół bliskiej osłony – wiceadmirał Carlo Bergami
  - pancernik: „Caio Duilio (flagowy)
  - 7. Dywizjon Krążowników (7a Divisione Incrociatori): krążowniki lekkie „Emanuele Filiberto Duca d'Aosta” (flagowy kadm. Raffaele de Courten), „Muzio Attendolo”(inne języki), „Raimondo Montecuccoli”(inne języki)
  - niszczyciele: „Ascari”, „Aviere”(inne języki), „Camicia Nera” (typu Soldati)

- Zespół dalszej osłony – kadm. Angelo Parona(inne języki):
  - pancerniki: „Andrea Doria”, „Giulio Cesare”, „Littorio” (flagowy wadm. Iachino)
  - krążowniki ciężkie: „Gorizia” (flagowy kadm. Parona), „Trento”(inne języki)
  - niszczyciele:
    - 9 dywizjon niszczycieli (9a Squadriglia Cacciatorpediniere): „Vincenzo Gioberti”, „Alfredo Oriani”
    - 10 dywizjon niszczycieli (10a Squadriglia Cacciatorpediniere): „Maestrale”(inne języki)
    - 12 dywizjon niszczycieli (12a Squadriglia Cacciatorpediniere): „Carabiniere”(inne języki), „Corazziere”(inne języki)
    - 13 dywizjon niszczycieli (13a Squadriglia Cacciatorpediniere): „Alpino”(inne języki), „Bersagliere”(inne języki), „Fuciliere”(inne języki), „Granatiere”(inne języki)
    - 16 dywizjon niszczycieli (16a Squadriglia Cacciatorpediniere): „Antoniotto Usodimare”

- Bliska eskorta konwoju:
  - niszczyciele: „Saetta”, „Antonio da Noli”, „Ugolino Vivaldi”, „Lanzerotto Malocello”, „Nicolò Zeno”, „Nicoloso da Recco”[1]
  - torpedowiec eskortowy „Pegaso”[1]

- Konwój M42:
  - statki: „Monginevro”, „Napoli”, „Vettor Pisani”, „Ankara” (niemiecki)[1]

### Alianci
- Eskorta konwoju – kadm. Philip Vian (na HMS „Naiad”)
  - krążowniki lekkie: „Naiad”, „Euryalus”, „Carlisle”
  - 14. Flotylla Niszczycieli (14th Destroyers Flotilla): „Jervis”, „Kimberley”, „Kingston”, „Kipling” (uszkodz.), „Nizam” (uszkodz.), „Havock”, „Hasty”, „Decoy”
- konwój:
  - transportowiec: „Breconshire”

- Zespół K (Force K)
  - krążowniki lekkie: „Aurora”, „Penelope”
  - niszczyciele: „Lance”, „Lively”
- Zespół B (Force B)
  - krążownik lekki: „Neptune”
  - niszczyciele: „Jaguar”, „Kandahar”

- 4. Flotylla Niszczycieli (4th Destroyer Flotilla)
  - niszczyciele: „Sikh”, „Maori”, „Legion”(inne języki), „Isaac Sweers”